# Dzsambia
A dzsambia arabul tőrt jelent, de általában egy olyan tőrre használják ezt a kifejezést, amelynek rövid, hajlított pengéje van és övre akasztott tokban hordják. Az arab országokban általánosan ismert ez a kifejezés, de leginkább Jemenre jellemző, ahol a 14. életévüket betöltött férfiak hordhatnak dzsambiát.

## A dzsambia kialakulása

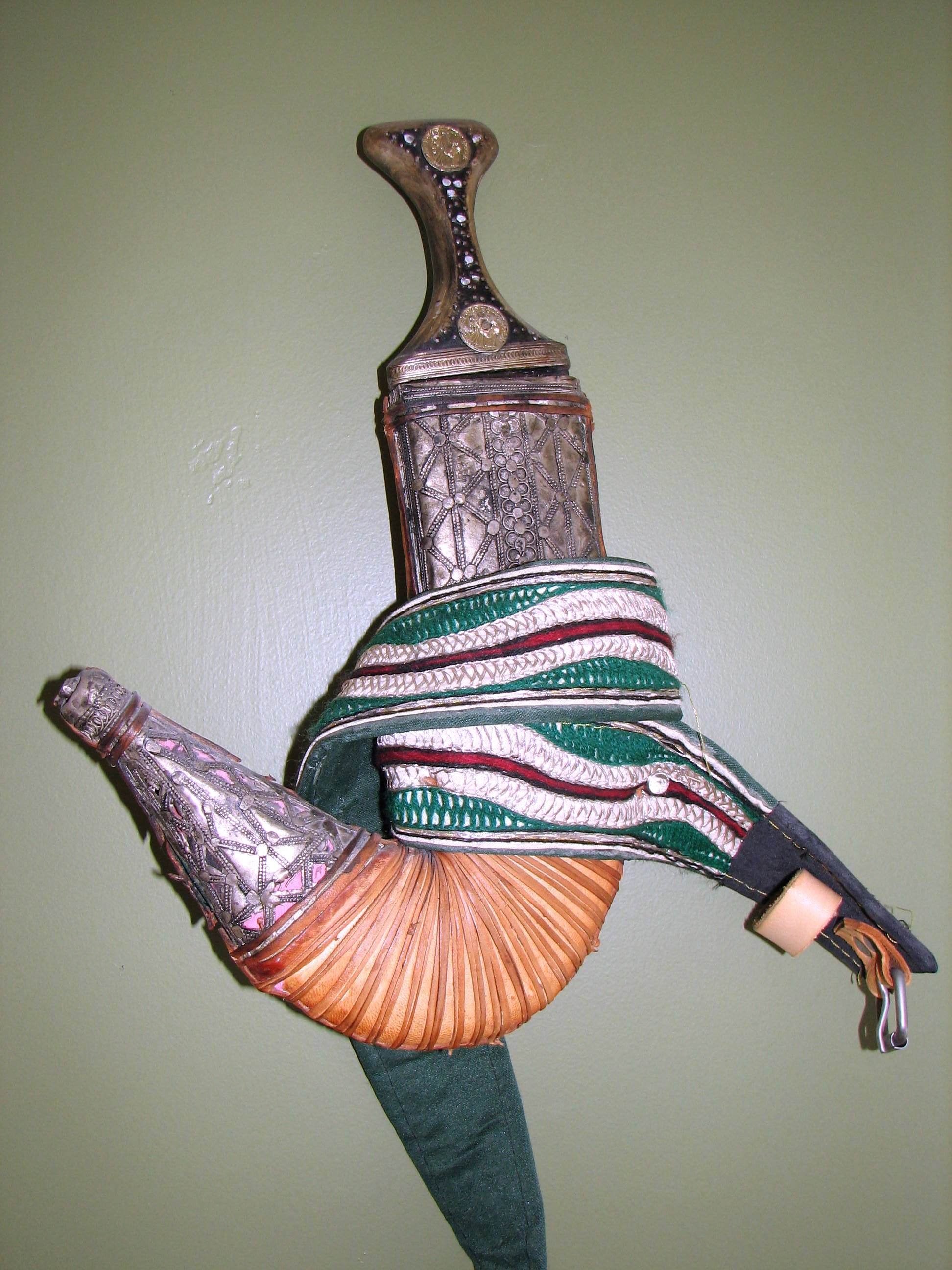
Jemeni dzsambia tokjában

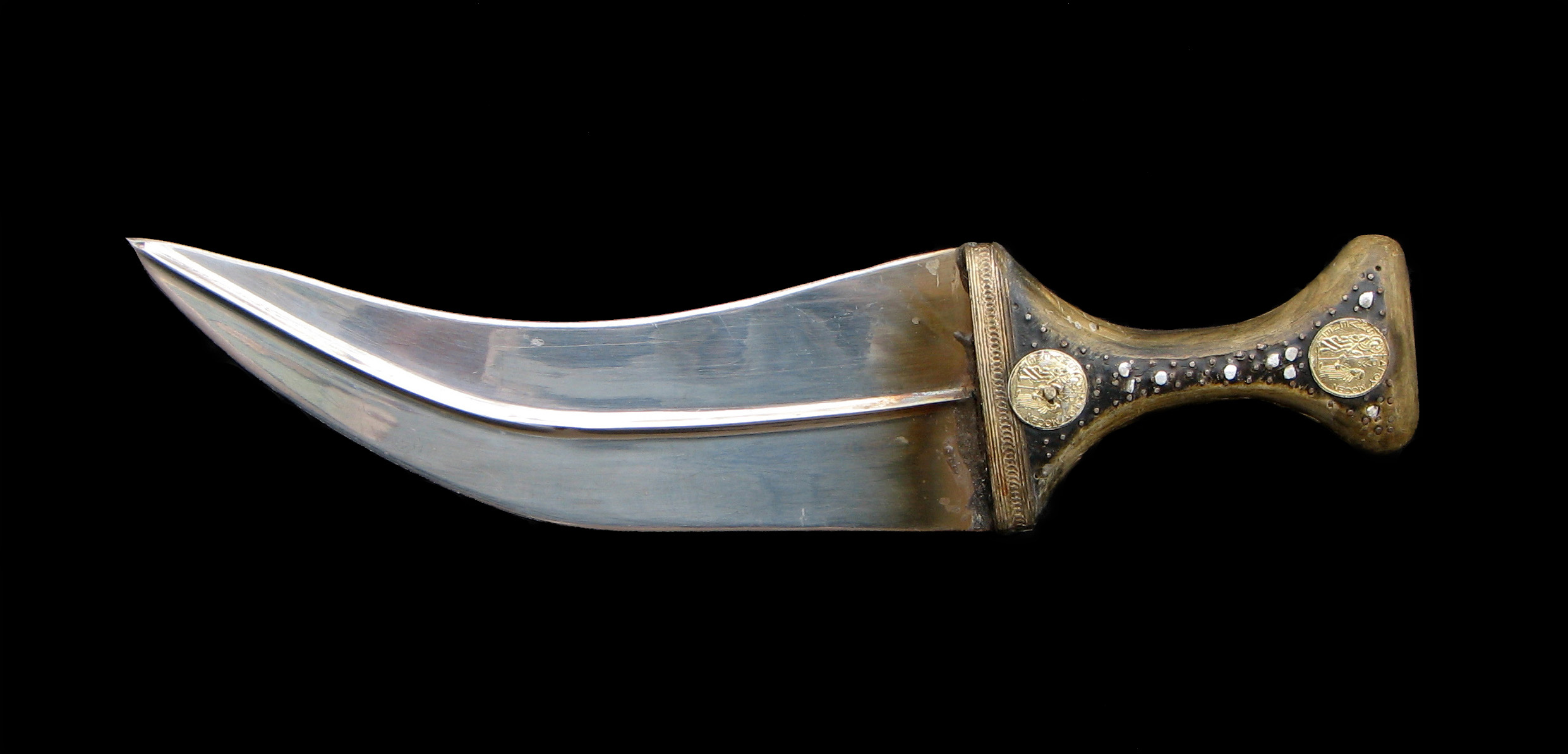
Jemeni dzsambia

A dzsambia az Arábiában általánosan elterjedt, hajlított pengéjú szablyából alakult ki. Az iszlám elterjedése után az Arab-félsziget belső viszonyai megváltoztak, javult a közbiztonság és a korábban széles körben elterjedt, a személyes önvédelmet szolgáló szablya helyett egy rövidebb fegyver alakult ki - a "szibiki". A szibiki ma is megtalálható Jemenben, elsősorban Szaada kormányzóság területén. Azonban még ez a változat is túlságosan nagy és nehéz volt a mindennapi használathoz és ezt követően alakult ki a dzsambia.
A dzsambia markolatához használt szarvakat jemeni kereskedők szerezték be Afrikából és szállították vissza a jemeni kézműveseknek, akik tökélyre fejlesztették a dzsambia markolatának készítését. A leghíresebb mesterek, mint pl. Al-Buszani és Al-Budihi, nagy hírnévnek örvendtek, míg más esetekben egész családok hírnevét az általuk készített dzsambiák alapozták meg, mint pl. az Al-Szajfani, Al-Asszadi vagy Al-Zalaf család. A legjobb és legértékesebb dzsambiákat az Al-Szajfani család tagjai készítették, nevük mára összeforrt a legértékesebb markolattípussal.
Mint a legtöbb fegyver, és különösen a ceremoniális fegyverek, a dzsambijának is többféle változata létezik, a legegyszerűbbek ára 500 riál (kb. 450 forint), míg a legdrágábbak kb. 200 millió riált (kb. 180 millió forint) érnek. Az ár a felhasznált anyagok, a megmunkálás minősége és a kialakítás függvényében változik. A szajfani markolattal készült dzsambiákat a leghíresebb és csak a legmagasabb rangú emberek hordják. Az egyik legdrágább dzsambiáért 1 millió amerikai dollár-t fizetett Nadzsi Bin Abdul-Aziz Al-Shaif sejk (a Jemen északi részén lakó Bakeel törzs vezetője), mivel a dzsambia korábban Ahmed Hamid Al-Din imám tulajdonában volt, aki 1948-1962 között Jemen uralkodója volt.

### A markolat
A dzsambia legfeltűnőbb része a markolat. Lényegében a dzsmabia árának legnagyobb részét a markolat kialakítása határozza meg. 
A szajfani markolatot általában az orrszarvú orrszarvából készítik, amelynek ára elérheti a kilónkénti 1500amerikai dollár-t is. A markolatnak emellett készülhet elefántcsontból, más állatok szarvából vagy fából. Mindenesetre a felhasznált anyag, a díszítések, a faragások és a részletek igen pontos útmutatást adnak a dzsambia értékéről és viselőjének társadalmi helyzetéről.

### A penge, a tok és az öv

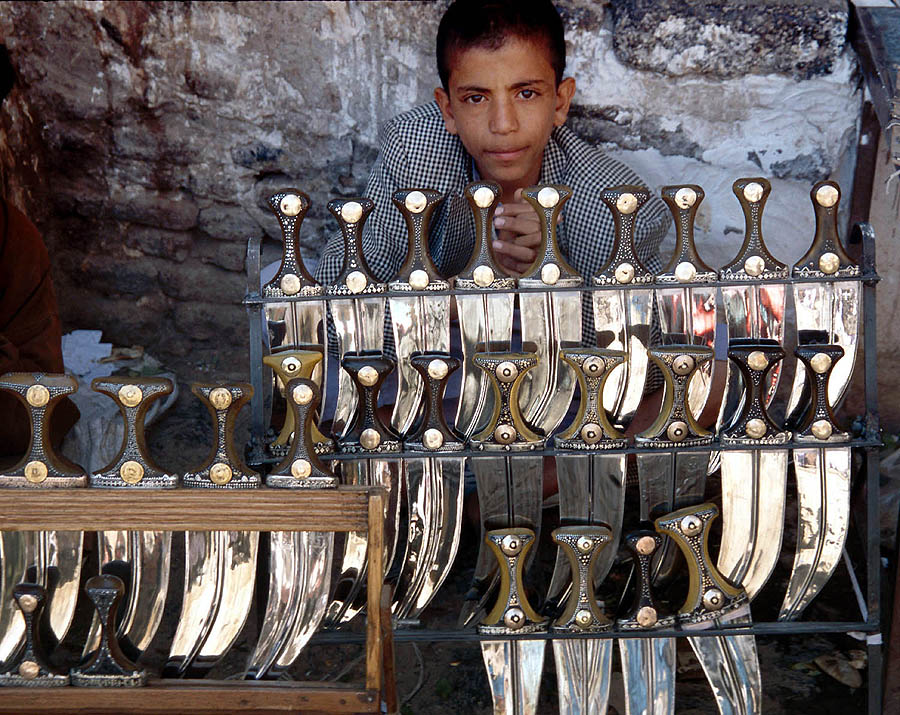
Jemeni kisfiú dzsambiákat árul Taizz utcáin.

Az esetek többségében a dzsambia kétélű pengéjét acélból kovácsolják és fából készült tokba helyezik. A tok díszítése szintén viselőjének társadalmi és vagyoni helyzetét tükrözi, készülhet bőrből vagy akár féldrágakövekkel kirakott ezüstből. Az öv 5–7 cm széles, cserzett, a csípő körül hordják és esetenként más személyes használati tárgyakat, pl. erszényt is erre függesztenek fel.

## A dzsambia használata

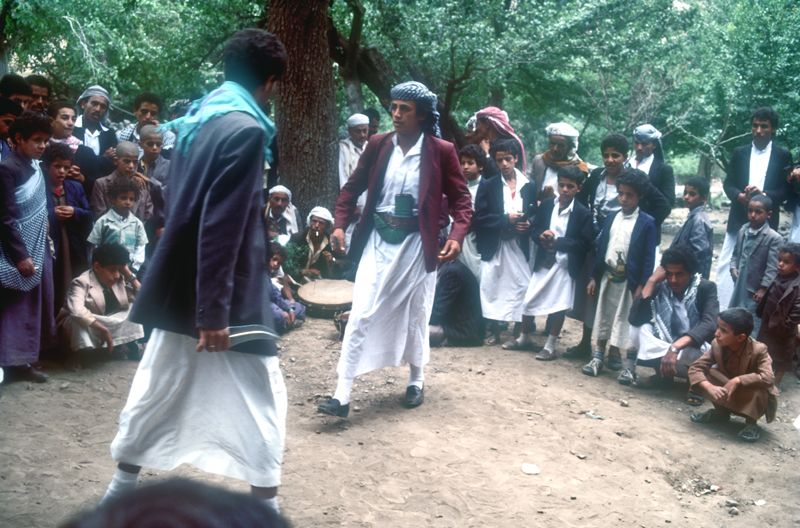
Esküvő alkalmából kivont dzsambiával táncoló férfiak

A dzsambia ceremoniális jellege mellett valódi fegyver - régen egymás közötti viták eldöntésére használták, de manapság már szigorú szabályok vonatkoznak használatára. A dzsambiát csak igen szélsőséges esetekben szabad előrántani a tokból - vagy pedig hagyományos ünnepek, táncok során.

## A jemeni dzsambia

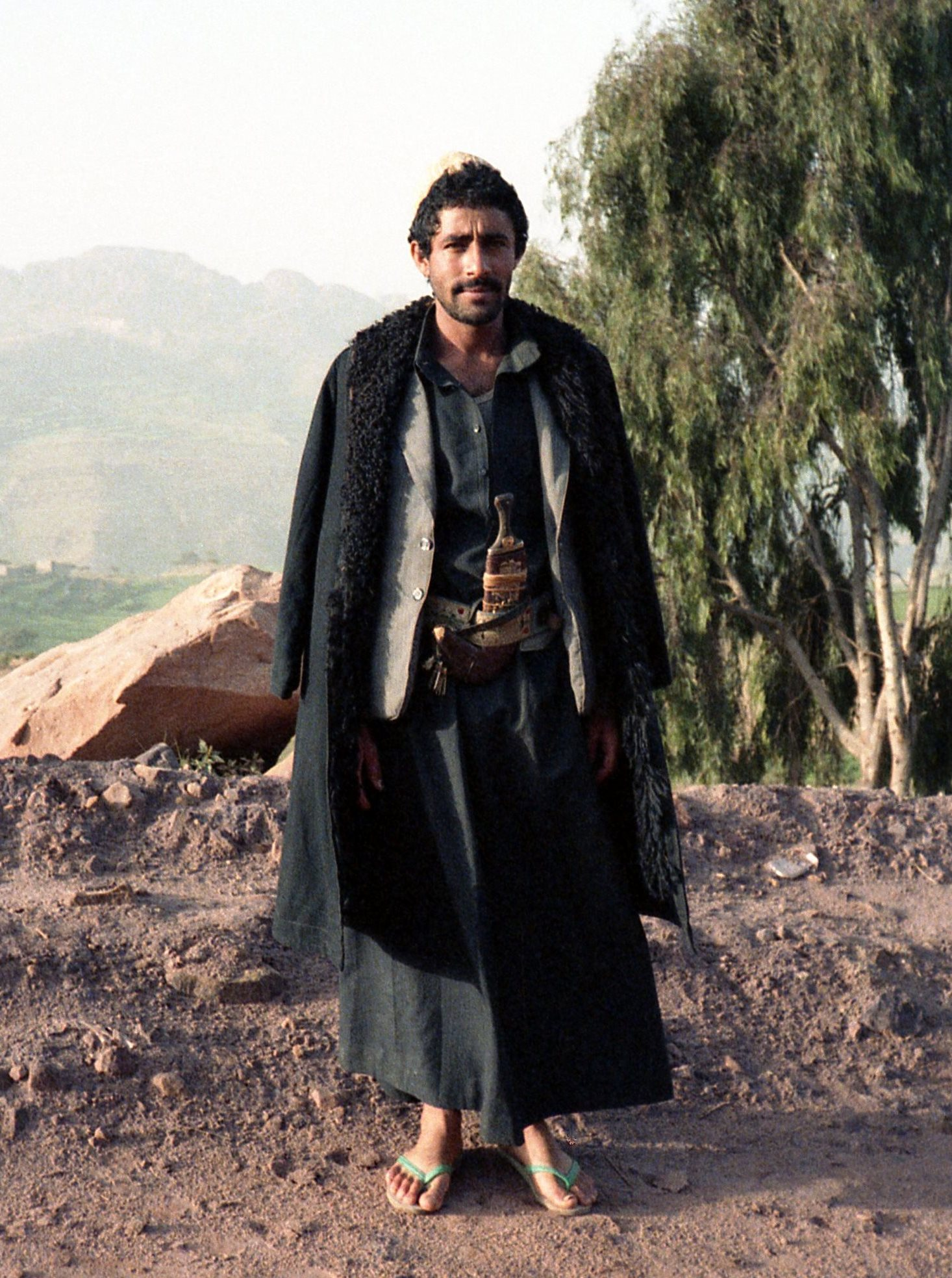
Hagyományos öltözetű jemeni férfi a dzsambiával. At Tawilah, Jemen, 1986.

A leghíresebb és legismertebb dzsambia a szajfani markolattal készül. A markolat anyaga orrszarvból készül, amelynek természetes sárgás színe az idővel és a használat során kitisztulhat - ezt hívják a "szajfani szív"-nek.
A zöldessárga színű szajfani markolatok neve "aszadi", amikor pedig világossárga, fehéres, a neve "zaraf". Az "albaszali" név a fehér színű markolatokat jelöli.
A szajfani markolatú dzsambiát általában csak igen előkelő személyek viselik, leggyakrabban a Hásimita dinasztia tagjai (akik azt állítják, hogy Mohamed próféta közvetlen leszármazottai. Ezen felül bírák, híres és gazdag kereskedők, üzletemberek.

### Helye a jemeni kultúrában

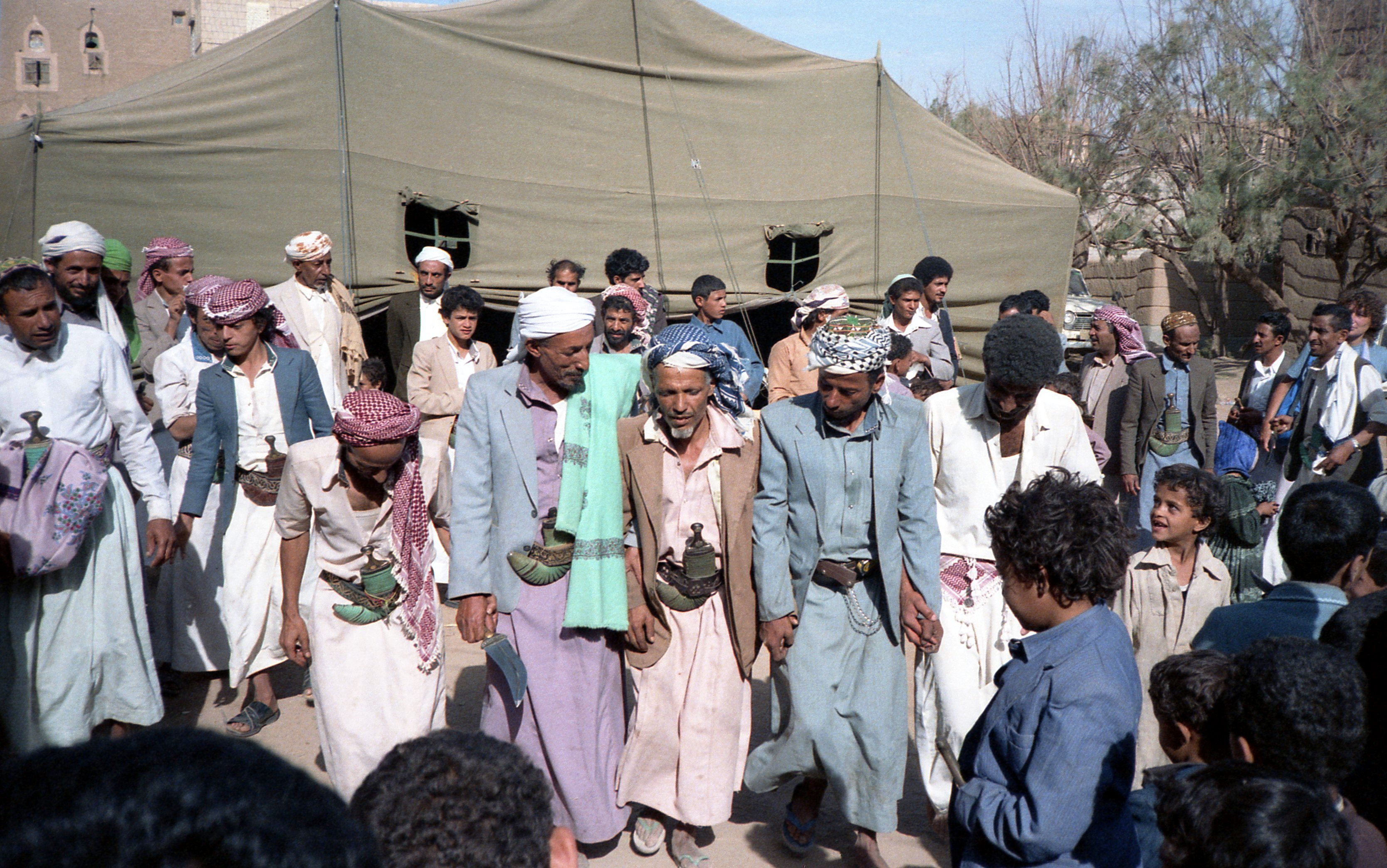
Hagyományos táncot járó férfiak Szaada kormányzóságban

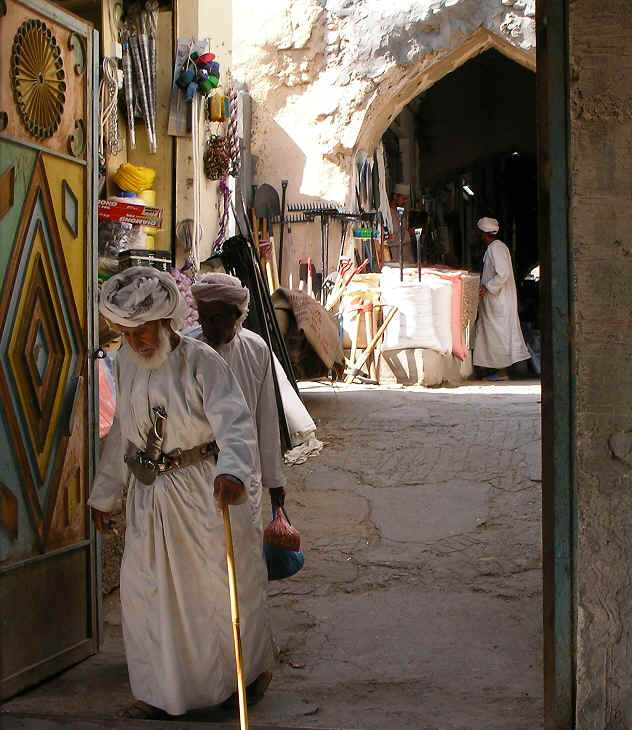
A dzsambia Jemen lakosságára jellemző, de nem csak ott hordják. A képen hagyományos öltözetű ománi férfiak láthatók, dzsambiával az övükben. Nizwa, Omán

Bár Dél-Arábia lakosai már évszázadok óta viselik a dzsambiát, mégis Jemen lakossága tartja a legnagyobb becsben. A jemeni dzsambiák családon belül öröklődnek és a legtöbb jemeni férfi nem érzi magát teljesnek a dzsambia nélkül. A dzsambia viselése ma kifejezésre juttatja a férfi karakterét és hazája, kultúrája iránt érzett szeretetét.
A dzsambiával kapcsolatban kialakultak legendák is, az egyik egy olyan dzsambiáról szól, amelyikkel kígyómarást gyógyítottak. Abdullah Al-Kiri szerint egy nap kígyó marta meg és rokonai elvitték Zaradzsah faluba. Itt lakott egy ember, akinek a dzsambiája állítólag hatásos volt a kígyómarás ellen. Az ember rárakta a dzsambija markolatát a sebre, magába szívta a mérget és színe feketére változott. Ezután a tulajdonos tejet töltött egy kupába és abba mártotta be a dzsambia markolatát, amelyből így kimosódott a méreg.
Egy másik legenda szerint Szaleh Mohammed Shái egy nap közlekedési balesetet szenvedett. Szerencsére rajta volt szajfani markolatú dzsmabiája és bár mély seb volt a fején, addig nem vérzett, amíg a kórházba nem értek vele. Ott azonban levették róla a dzsambiát, hogy az orvosok el tudják látni, és abban a pillanatban erősen vérezni kezdett a fejsérülése.
Haddzsa kormányzóságban  úgy tartják, hogy a dzsambiát viselők arca, bőre belülről fénylik.

## Fordítás
- Ez a szócikk részben vagy egészben  a   Jambiya című angol Wikipédia-szócikk fordításán alapul.  Az eredeti cikk szerkesztőit annak laptörténete sorolja fel. Ez a jelzés csupán a megfogalmazás eredetét és a szerzői jogokat jelzi, nem szolgál a cikkben szereplő információk forrásmegjelöléseként.